# Wybrzeże Danco

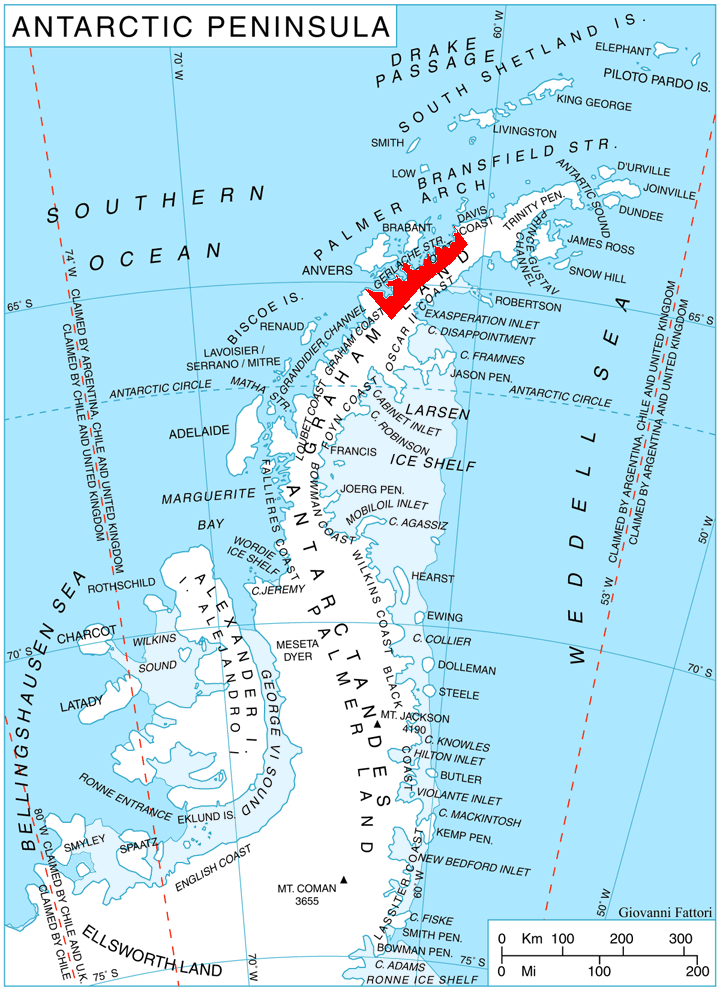
Wybrzeże na mapie Półwyspu Antarktycznego

Wybrzeże Danco (ang. Danco Coast, hiszp. Costa Danco) – część zachodniego wybrzeża Ziemi Grahama na Półwyspie Antarktycznym, pomiędzy Wybrzeżem Davisa a Wybrzeżem Grahama. Cieśnina Gerlache’a oddziela je od Archipelagu Palmera.
Granice tego wybrzeża wyznaczają przylądek Sterneck i przylądek Renard. Wybrzeże w 1898 roku zbadała Belgijska Wyprawa Antarktyczna pod dowództwem de Gerlache’a, który nazwał je na pamiątkę Emile’a Danco, zmarłego członka wyprawy.